# Rolf Kruse (Mediziner)
Rolf Kruse (* 20. November 1928 in Leipzig; † 27. Februar 2010) war ein deutscher Neuropädiater und Epileptologe.

## Leben
Nach dem Studium zunächst der Medizin und dann der Musik in Leipzig (wo er zuvor auch Mitglied des Thomanerchors war) folgte 1950 die Übersiedlung in die Bundesrepublik Deutschland mit Fortsetzung und Abschluss des Medizinstudiums in Heidelberg und Hamburg (bis 1956). 1964 erhielt er die Anerkennung als Facharzt für Kinderheilkunde; 1965 habilitierte er sich in Heidelberg über das „myoklonisch-astatische Petit mal“ (heutige Bezeichnung: frühkindliche myoklonisch-astatische Epilepsie) in Heidelberg. Dort bestand eine freundschaftlich-enge Zusammenarbeit mit dem Neuropädiater und Epileptologen Ansgar Matthes. 1969 wechselte Kruse als zweiter Chefarzt an die zuvor von Matthes gegründete Neuropädiatrische Klinik am Epilepsiezentrum Kehl-Kork, die sie bis 1985 gemeinsam leiteten und ausbauten, danach von 1985 bis zu seiner Pensionierung im Jahr 1993 leitete er die Klinik gemeinsam mit dem Neuropädiater und Medizinhistoriker Hansjörg Schneble.

## Werk
Kruse machte u. a. 1968 – ein Jahr nach der Erstbeschreibung durch seinen kinderradiologischen Heidelberger Kollegen Franz Schmid – aus klinischer Sicht auf die Osteopathia antiepileptica aufmerksam. 1972 initiierte er zusammen mit Ansgar Matthes die Gründung der späteren „Gesellschaft für Neuropädiatrie“. Neben zahlreichen Artikeln in Fachzeitschriften und Buchbeiträgen war er (Mit-)Herausgeber mehrerer Bücher und Broschüren auf dem Gebiet der Neuropädiatrie und Epilepsie inklusive eines Epilepsie-Patientenratgebers zusammen mit Matthes. Kruse war u. a. von 1983 bis 1985 Erster Vorsitzender der Deutschen Sektion der Internationalen Liga gegen Epilepsie (International League Against Epilepsy, ILAE; seit 2004: Deutsche Gesellschaft für Epileptologie, DGfE). Zudem war er Präsident des Historischen Vereins in Kehl.

## Auszeichnungen
- 1966: Michael-Preis der Stiftung Michael
- 1977: Bodelschwingh-Preis
- 1996: Ehrenmitgliedschaft der Deutschen Gesellschaft für Epileptologie
- 2004: Bundesverdienstkreuz am Bande